# Aviolanda
«Aviolanda» — бывшая голландская авиастроительная компания в Папендрехте.
Компания была основана в декабре 1926 года и производила преимущественно самолеты, такие как летающая лодка «Dornier Wal», «Dornier Do 24», реактивный истребитель «Gloster Meteor», истребитель-бомбардировщик «Hawker Hunter» и части к истребителю-бомбардировщику «Lockheed F-104 Starfighter». В 1967 году компанию приобрела голландская авиастроительная компания «Fokker», ныне «Stork Fokker Aerospace».
Сейчас здесь производятся части вертолета NHI NH90, разработанного «NHIndustries».